# Malik Montana
Malik Montana, właśc. Mosa Ghawsi (ur. 11 marca 1989 w Hamburgu) – niemiecko-polski raper, autor tekstów i producent muzyczny, pochodzenia afgańskiego, greckiego i polskiego.

## Życiorys
Mosa Ghawsi urodził się w 1989 w niemieckim Hamburgu. Ojciec pochodzi z Afganistanu, z kolei matka ma korzenie polsko-greckie. Wychował się w Niemczech, gdzie ukończył szkołę podstawową. Gdy Malik miał 15 lat, z bratem przeniósł się do Polski, osiedlając się na warszawskim Wrzecionie. Pseudonim Malik Montana zrodził się w 2008. Rozpoczął wtedy tworzenie anglojęzycznego hip-hopu we współpracy z niemiecko-polskim raperem Sentino. Jeszcze w 2012 jego muzyka była tworzona w języku angielskim; na jego korzyść przy tworzeniu muzyki anglojęzycznej przemawiał fakt, że organizował zagraniczne koncerty w Polsce. Z czasem z brzmień inspirowanych amerykańskim rapem wyewoluowała w trap i tzw. nowoczesny hip-hop, nagrywany już w języku polskim. Malik zadebiutował w polskim rapie 20 października 2015 klipem „NaNaNa”. Po konflikcie z raperem Sentino, który opuścił Polskę na rzecz Niemiec, przejął prawa do marki Get Money Live Life.
W 2021 został twarzą federacji MMA składającej się z tzw. freak fightów, o nazwie High League. Pierwotnie jego organizacja nie miała nazywać się High League, a Hype MMA. Jak się okazało, uprzedzili go jednak szefowie Fame MMA, którzy zarejestrowali szybciej organizację o takiej nazwie, gdzie toczyć swoje pojedynki będą mniej znani twórcy internetowi.

## Życie prywatne
Ghawsi jest praktykującym muzułmaninem. Mówi biegle po polsku, niemiecku oraz angielsku. Ma syna Ilyasa i córkę Elianę. Jego rodzice na stałe przebywają w Niemczech. Związał się z Blanką.

## Dyskografia

### Albumy
- 2016: Haram Masari
- 2016: Naaajak (oraz Diho)
- 2018: Tijara – złota płyta w Polsce[8]
- 2019: Import/Export – platynowa płyta w Polsce[9]
- 2023: Adwokat diabła – diamentowa płyta w Polsce[10]
- 2024: Export/Import

### EP’ki
- 2018: 022 EP (oraz Dio Mudara)
- 2022: Chandelier EP

### Single

#### Jako główny wykonawca
| Rok | Tytuł                                                                                               | Najwyższa pozycja na liście | Certyfikat                 | Album           |
| Rok | Tytuł                                                                                               | POL                         | Certyfikat                 | Album           |
| Rok | Tytuł                                                                                               | Billboard                   | Certyfikat                 | Album           |
| --- | --------------------------------------------------------------------------------------------------- | --------------------------- | -------------------------- | --------------- |
| 2015 | „Do rana”                                                                                           | X                           | - ZPAV: złota płyta        | Haram Masari    |
| 2016 | „Naaajak” (oraz Diho)                                                                               | X                           | - ZPAV: platynowa płyta    | Naaajak         |
| 2017 | „1szy Nos”                                                                                          | X                           | - ZPAV: platynowa płyta    | Tijara          |
| 2017 | „Baby same przyjdą”                                                                                 | X                           |                            | Tijara          |
| 2017 | „Pelikan”                                                                                           | X                           |                            | Tijara          |
| 2017 | „Powiedz co”                                                                                        | X                           |                            | Tijara          |
| 2017 | „Who you mam”                                                                                       | X                           | - ZPAV: złota płyta        | Tijara          |
| 2018 | „KE6Z” (gośc. KiKi)                                                                                 | X                           |                            | Tijara          |
| 2018 | „Mieli”                                                                                             | X                           | - ZPAV: złota płyta        | Tijara          |
| 2018 | „Shut Up” (oraz 2’s Day, Dio Mudara)                                                                | X                           |                            |                 |
| 2018 | „Botoks”                                                                                            | X                           |                            | StoproCamp 2    |
| 2018 | „6.3 AMG”                                                                                           | X                           | - ZPAV: złota płyta        | Tijara          |
| 2018 | „Mówili”                                                                                            | X                           | - ZPAV: 2× platynowa płyta | Tijara          |
| 2018 | „Teraz i tu” (gośc. Sobota, Yogi)                                                                   | X                           | - ZPAV: złota płyta        | Tijara          |
| 2018 | „Trajkotka”                                                                                         | X                           |                            | 022             |
| 2018 | „Dla rodziny”                                                                                       | X                           | - ZPAV: złota płyta        | 022             |
| 2018 | „To nie żart”                                                                                       | X                           |                            | 022             |
| 2018 | „Wyrosłem na blokach” (oraz Dio Mudara)                                                             | X                           | - ZPAV: złota płyta        | 022             |
| 2018 | „One Night Stand” (oraz Dio Mudara)                                                                 | X                           | - ZPAV: złota płyta        | 022             |
| 2019 | „Jagodzianki” (oraz Mr. Polska)                                                                     | X                           | - ZPAV: 4× platynowa płyta | Import / Export |
| 2019 | „Robię Yeah” (gośc. K Koke)                                                                         | X                           | - ZPAV: 2× platynowa płyta | Import / Export |
| 2019 | „7 5 0” (gośc. Milonair & Bonez MC)                                                                 | X                           | - ZPAV: platynowa płyta    | Import / Export |
| 2019 | „Mona Lisa”                                                                                         | X                           | - ZPAV: platynowa płyta    | Import / Export |
| 2019 | „VvsNike” (gośc. Lil Toe)                                                                           | X                           | - ZPAV: złota płyta        | Import / Export |
| 2019 | „Za pasem”                                                                                          | X                           | - ZPAV: złota płyta        | Import / Export |
| 2019 | „Jungle Boyz”                                                                                       | X                           | - ZPAV: 2× platynowa płyta | Import / Export |
| 2020 | „Niedostępny” (gośc. DMN)                                                                           | X                           | - ZPAV: 3× platynowa płyta | Adwokat diabła  |
| 2020 | „Rundki” (gośc. Diho, Alberto, Bibic)                                                               | X                           | - ZPAV: 3× platynowa płyta | Adwokat diabła  |
| 2020 | „Mordo weź” (oraz LX)                                                                               | X                           | - ZPAV: platynowa płyta    | Adwokat diabła  |
| 2021 | „Wuwua” (oraz Josef Bratan)                                                                         | X                           | - ZPAV: platynowa płyta    |                 |
| 2021 | „Bratan” (gośc. Tovaritch)                                                                          | X                           | - ZPAV: złota płyta        | Adwokat diabła  |
| 2021 | „Głosy w głowie”                                                                                    | X                           | - ZPAV: platynowa płyta    | Adwokat diabła  |
| 2021 | „Luci”                                                                                              | X                           | - ZPAV: złota płyta        | Adwokat diabła  |
| 2021 | „Click Clack Bang” (gośc. Dosseh)                                                                   | X                           | - ZPAV: złota płyta        | Adwokat diabła  |
| 2021 | „3 telefony”                                                                                        | X                           | - ZPAV: platynowa płyta    | Adwokat diabła  |
| 2021 | „Sukcesu cena”                                                                                      | X                           | - ZPAV: platynowa płyta    | Adwokat diabła  |
| 2021 | „W górę” (oraz Sofiane)                                                                             | X                           | - ZPAV: złota płyta        | Adwokat diabła  |
| 2022 | „Chodź” (oraz Maxwell)                                                                              | 19                          | - ZPAV: platynowa płyta    | Adwokat diabła  |
| 2022 | „Jetlag” (oraz DaChoyce, The Plug)                                                                  | 1                           | - ZPAV: diamentowa płyta   | Adwokat diabła  |
| 2022 | „Biznesmeni z podwórka” (oraz Kazior, Alberto)                                                      | 23                          |                            |                 |
| 2022 | „Brudasy with Attitude” (gośc. Farid Bang)                                                          | 5                           | - ZPAV: platynowa płyta    | Adwokat diabła  |
| 2022 | „Self Made” (oraz Kazior)                                                                           |                             | - ZPAV: platynowa płyta    |                 |
| 2022 | „LDS” (oraz Alberto, Kazior, Pappaisjappa)                                                          |                             |                            |                 |
| 2022 | „Wjazd”                                                                                             |                             | - ZPAV: złota płyta        | Adwokat diabła  |
| 2022 | „Do tańca” (oraz Żabson)                                                                            |                             | - ZPAV: 3× platynowa płyta | Adwokat diabła  |
| 2022 | „Na raz” (gośc. Kazior)                                                                             |                             | - ZPAV: złota płyta        | Chandelier      |
| 2023 | „Adwokat diabła intro”                                                                              |                             | - ZPAV: złota płyta        | Adwokat diabła  |
| 2023 | „OMDB” (oraz Szamz)                                                                                 |                             | - ZPAV: złota płyta        | Adwokat diabła  |
| 2023 | „Cheese”                                                                                            |                             | - ZPAV: złota płyta        | Adwokat diabła  |
| 2023 | „Cartier” (oraz Alberto, Kronkel Dom, Josef Bratan)                                                 |                             | - ZPAV: platynowa płyta    |                 |
| 2023 | „Gaz i benzyna” (oraz Diho, Francuz Mordo, Kazar, NATE, Kazior, Kronkel Dom, Josef Bratan, Alberto) |                             | - ZPAV: złota płyta        | GM2L Mixtape    |
| 2023 | „Rockstar”                                                                                          |                             | - ZPAV: złota płyta        |                 |
| 2024 | „Samolotowy tryb” (gośc. Lil Tjay)                                                                  |                             | - ZPAV: platynowa płyta    |                 |
| 2024 | „Hotel Lobby” (gośc. Kyle Richh)                                                                    |                             | - ZPAV: złota płyta        |                 |
| 2024 | „911” (oraz OG Enzo)                                                                                |                             | - ZPAV: złota płyta        |                 |
| 2025 | „Hac A Dos"                                                                                         |                             |                            |                 |
| „–” oznacza, że singel nie był notowany na danej liście. „X” oznacza, że lista w tym czasie nie istniała. | |                             |                            |                 |

#### Jako wykonawca gościnny
| Rok  | Tytuł | Certyfikat                 | Album                   |
| ---- | --- | -------------------------- | ----------------------- |
| 2014 | „Nie płacz za mną” – Sentino (gośc. Malik Montana)                                                             |                            | Zabójstwo liryczne      |
| 2017 | „Zapytaj o mnie” – Sentino (gośc. Malik Montana)                                                               |                            | Zabójstwo liryczne 3.0  |
| 2018 | „Deszcz banknotów” – Young Igi (gośc. Malik Montana)                                                           | - ZPAV: platynowa płyta    | singel niealbumowy      |
| 2018 | „Piątek” – DJ Frodo (gośc. Malik Montana, Young Igi, Mr. Polska)                                               | - ZPAV: platynowa płyta    | singel niealbumowy      |
| 2018 | „Djengi” – Borixon (gośc. Malik Montana)                                                                       | - ZPAV: złota płyta        | Mołotow                 |
| 2018 | „Mamy To!" - Dj.Frodo (gośc. Malik Montana, Smolasty, Young Multi)                                             |                            | singel niealbumowy      |
| 2018 | „Czempion” – Kizo (gośc. Malik Montana)                                                                        | - ZPAV: 3× platynowa płyta | Czempion                |
| 2019 | „Lifestyle” – Kubi Producent (gośc. Malik Montana, Borixon, Białas)                                            | - ZPAV: platynowa płyta    | +18                     |
| 2019 | „Pistolet” – Mr. Polska (gośc. Malik Montana)                                                                  | - ZPAV: 2× platynowa płyta | Bajki na dobranoc       |
| 2019 | „BlaBlaCar” – DMN (gośc. Malik Montana)                                                                        | - ZPAV: platynowa płyta    | singel niealbumowy      |
| 2019 | „Blogerka” – Dj.Frodo & Olek (gośc. Malik Montana, Jongmen, Milonair, Peja)                                    | - ZPAV: złota płyta        | singel niealbumowy      |
| 2020 | „Banknoty” – Mr. Polska (gośc. Malik Montana, Bizzey)                                                          | - ZPAV: platynowa płyta    | Bajki na dobranoc       |
| 2020 | „Kryptophon” – LX (gośc. Malik Montana)                                                                        |                            | Inhale/Exhale           |
| 2020 | „Fala (Piri Piri)” – Wac Toja & Matheo (gośc. Malik Montana)                                                   | - ZPAV: platynowa płyta    | Ostry sos               |
| 2020 | „Gucci, Proch, Escort” – Dj.Frodo (gośc. Malik Montana)                                                        |                            | singel niealbumowy      |
| 2020 | „PSST” – Buczer (gośc. Malik Montana, Milonair, MAAF)                                                          |                            | Biały kruk              |
| 2021 | „Kawasaki” – Dj.Frodo (gośc. Malik Montana, Josef Bratan, Alberto)                                             | - ZPAV: platynowa płyta    | singel niealbumowy      |
| 2021 | „Polityka” – Magiera (gośc. Kukon, Malik Montana)                                                              | - ZPAV: platynowa płyta    | Feat.                   |
| 2021 | „Kota” – Mr. Polska (gośc. Malik Montana)                                                                      | - ZPAV: złota płyta        | Make Money & Crash Cars |
| 2021 | „Papuga” – Mata (gośc. Quebonafide, Malik Montana)                                                             | - ZPAV: diamentowa płyta   | Młody Matczak           |
| 2022 | „Ratata” – 3robi (gośc. Malik Montana, SRNO)                                                                   |                            | singel niealbumowy      |
| 2023 | „Rondo” – asster (gośc. Malik Montana)                                                                         | - ZPAV: 2× platynowa płyta | Mowa węży               |
| 2023 | „You Can’t Sit with Us” – Honorata Skarbek (gośc. Malik Montana)                                               | - ZPAV: złota płyta        | singel niealbumowy      |
| 2023 | „Mam tego dość” – Aleshen (gośc. Malik Montana)                                                                |                            | singel niealbumowy      |
| 2024 | „Ona mówi” (730 Huncho; gośc. Malik Montana, Kazior) "Grill u Gawrona (Remix" - Gawronek (gośc. Malik Montana) | - ZPAV: platynowa płyta    |                         |

### Inne certyfikowane utwory
| Rok  | Tytuł                                                             | Certyfikat              | Album                     |
| ---- | ----------------------------------------------------------------- | ----------------------- | ------------------------- |
| 2019 | „Fresh Prince (trill 4ever)” (Bedoes, Lanek; gośc. Malik Montana) | - ZPAV: platynowa płyta | Opowieści z Doliny Smoków |
| 2022 | „Bryła (Club Edit)” (Kronkel Dom, Bibič; gośc. Malik Montana)     | - ZPAV: platynowa płyta | GM2L Mixtape              |
| 2023 | „Dior”                                                            | - ZPAV: platynowa płyta | Adwokat diabła            |
| 2023 | „Ay Lala” (oraz Fivio Foreign, Luciano; gośc. Baby Gang)          | - ZPAV: złota płyta     | Adwokat diabła            |